# Adam Mohamed Izz El-Din
Adam Mohamed Izz El-Din (arab. آدم محمد عز الدين; ur. w 1949) – sudański piłkarz grający na pozycji napastnika, olimpijczyk.
28 sierpnia 1972 zagrał w pierwszym spotkaniu olimpijskim, w którym rywalem byli piłkarze Meksyku. Izz El-Din ukarany został w tym spotkaniu żółtą kartką, a jego reprezentacja przegrała 0–1. W dwu kolejnych spotkaniach wchodził z ławki rezerwowych, w przegranym 1–2 meczu ze Związkiem Radzieckim, Izz El-Din zmienił w 82. minucie Mohameda Abdallę grającego na pozycji obrońcy. W ostatniej potyczce grupowej z drużyną Birmy, również przegranym (0–2), wszedł w 62. minucie za pomocnika Ahmeda Wahbę. Sudańczycy odpadli z turnieju, zajmując ostatnie miejsce w grupie.